# Ткачук, Михаил Станиславович
Михаил Станиславович Ткачук — советский и украинский писатель-маринист, офицер ВМФ. Писал на русском языке.

## Биография
Ткачук Михаил Станиславович родился 20 сентября 1923 г. в с. Желобное Новоград-Волынского (Ярунского) района Житомирской обл. 
С 1940 по 1965 год служил в Военно-морском флоте.
Курсантом Черноморского военно-морского училища с ноября 1941 г. в звании главного старшины командовал отделением и взводом морской пехоты 68-й морской бригады Южного фронта. 6 мая под Таганрогом ранен. С мая 1942 г. до февраля 1945 г. – курсант Каспийского высшего военно-морского училища, затем до конца войны – помощник командира корабля противолодочной обороны. 
С марта 1947 по ноябрь 1948 года командир тральщика 113 на Северном флоте. За успешное траление от немецких мин Баренцевого моря был представлен к ордену ”Ленина”, при котором 1/3 тральщиков погибло на минах (необходимо учесть, что это было мирное послевоенное время). Михаил Станиславович от ордена “Ленина” отказался в память о погибших сослуживцев.    
В 1956-1957 годах командир  п/б “Фарель”, капитан лейтенант 448 дивизии аварийно спасательной службы.
В конце 50-х заочно окончил Литературный институт им. М.Горького. Член союза писателей СССР и УССР. После службы в Военно-морском флоте продолжил службу на гражданском флоте в городе Измаил.

## Литературная деятельность
Впечатления гражданском службы на флоте отражены в повестях "Узкие фарватеры", "Радиограмма", рассказах "Летучий голландец", "Когда останавливается время" и других произведениях. Переводчиком на украинский язык был Арсентий Струк.
Организатор и руководитель литературного кружка г. Измаил (из которого в 1990 годах возникла молодежная литературная студия «Причал»), в котором обсуждались как новые произведения, так и темы будущих произведений. Выступал перед читателями с лекциями на литературные темы. Оказывал помощь молодым авторам в доработке произведений.
О событиях с марта 1947 по ноябрь 1948 на Баренцевом море написал роман, издать не удалось из-за требований цензуры к минимуму свести драматизм событий тех лет (роман утрачен).

## Интересные факты
В начале 80 годов побывал в западной Европе. Посмотрев на их цены и уровень жизни, Михаил Станиславович, написал письмо Генеральному секретарю ЦК КПСС Л.И.Брежневу о том, что надо исправлять внутреннюю политику страны и вернуть её к ленинским  заветам. Через месяц приехали два высокопоставленных работника секретариата – разбираться с письмом и его автором как с очередным диссидентом. Но каждое слово своего письма было подтверждено трудами Ленина. Михаил Станиславович доказал свою правоту, но его вежливо попросили больше не заниматься критикой внутренней политики КПСС.
На партсобраниях (которые было необходимо обязательно посещать и внимательно слушать докладчика) было скучно, докладчики рассказывали о росте благосостояния советского народа. Чтобы не слушать все это, Михаил Станиславович брал с собой томик трудов В.И.Ленина, временами читал его, временами дремал. На вопрос лектора – "Михаил Станиславович, чем вы занимаетесь?" отвечал - "Нахожу подтверждения ваших слов у классиков марксизма-ленинизма".

## Список трудов (основные публикации)
Сборник повестей и рассказов "Радиограмма" Одесса, Маяк, 1977 г.
Сборник повестей и рассказов «Первая победа» Одесса, Маяк, 1981 г.
Рассказ "Летучий голландец" М. Воин России. 2011. №12
Печатался в журналах "Советский моряк", "Украина", "Дніпро".